# Шарон (переписна місцевість, Массачусетс)
Шарон (англ. Sharon) — переписна місцевість (CDP) в США, в окрузі Норфолк штату Массачусетс. Населення — 6184 особи (2020).

## Географія
Шарон розташований за координатами 42°7′3″ пн. ш. 71°11′10″ зх. д. / 42.11750° пн. ш. 71.18611° зх. д. (42.117516, -71.186029).  За даними Бюро перепису населення США в 2010 році переписна місцевість мала площу 7,85 км², з яких 7,75 км² — суходіл та 0,10 км² — водойми.

## Демографія
Згідно з переписом 2010 року, у переписній місцевості мешкало 5658 осіб у 2003 домогосподарствах у складі 1623 родин. Густота населення становила 721 особа/км².  Було 2145 помешкань (273/км²).
Расовий склад населення:
| - 87,5 % — білих - 6,9 % — азіатів - 3,2 % — чорних або афроамериканців - 0,1 % — корінних американців |

До двох чи більше рас належало 1,7 %. Частка іспаномовних становила 1,9 % від усіх жителів.
За віковим діапазоном населення розподілялося таким чином: 28,0 % — особи молодші 18 років, 60,1 % — особи у віці 18—64 років, 11,9 % — особи у віці 65 років та старші. Медіана віку мешканця становила 42,1 року. На 100 осіб жіночої статі у переписній місцевості припадало 93,2 чоловіків;  на 100 жінок у віці від 18 років та старших — 90,9 чоловіків також старших 18 років.
Середній дохід на одне домашнє господарство  становив 151 736 доларів США (медіана — 127 580), а середній дохід на одну сім'ю — 167 765 доларів (медіана — 140 313). За межею бідності перебувало 3,1 % осіб, у тому числі 3,6 % дітей у віці до 18 років та 0,0 % осіб у віці 65 років та старших.
Цивільне працевлаштоване населення становило 3188 осіб. Основні галузі зайнятості: освіта, охорона здоров'я та соціальна допомога — 35,3 %, науковці, спеціалісти, менеджери — 17,2 %, фінанси, страхування та нерухомість — 10,7 %, мистецтво, розваги та відпочинок — 6,7 %.